# Mel de medronho

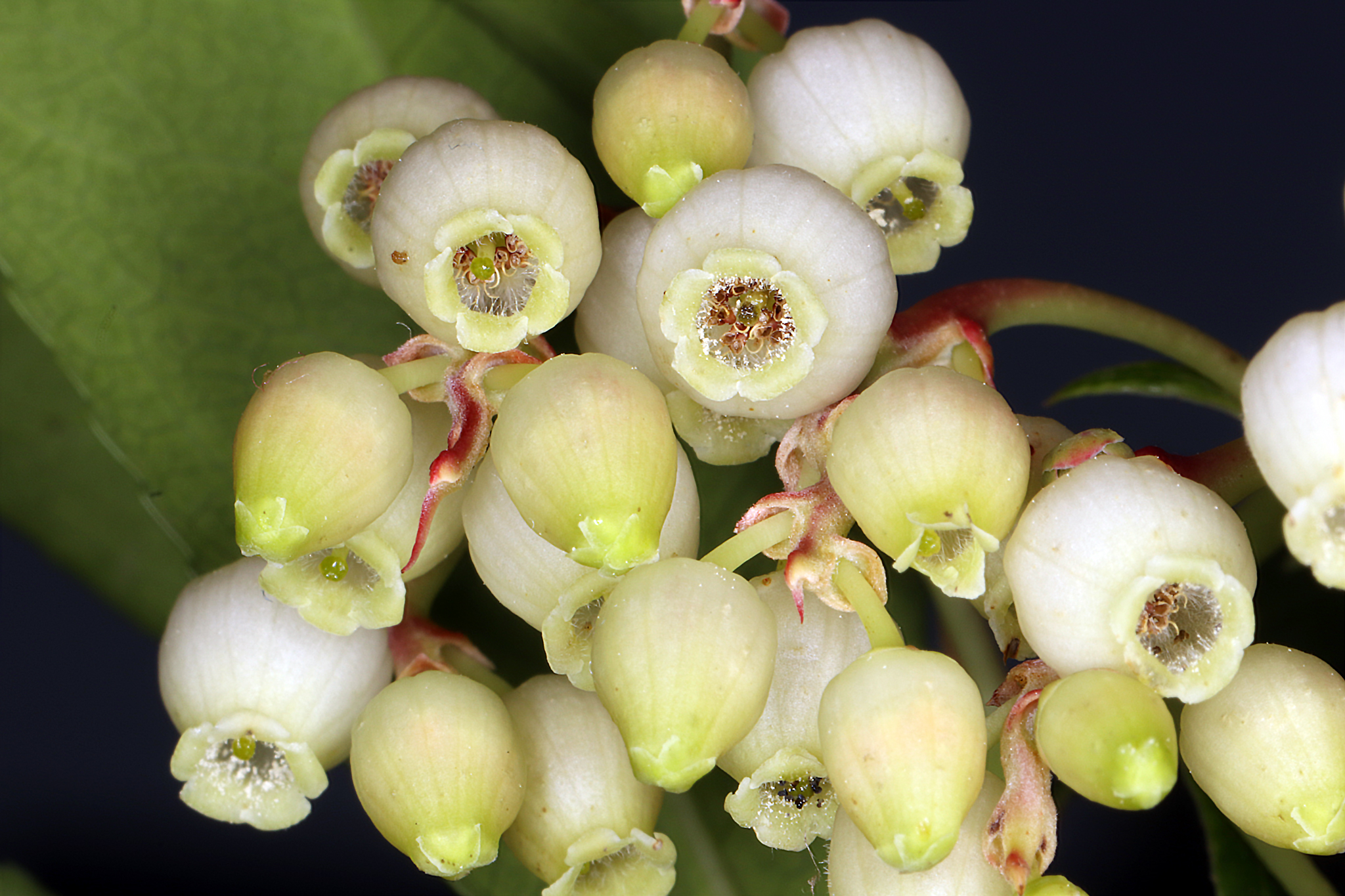
Flores de medronheiro.

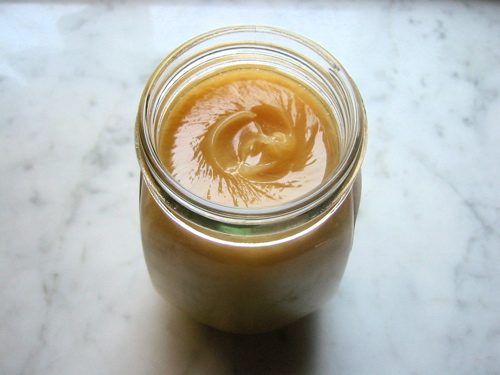
Mel italiano.

Mel de medronho (ou mel de medronheiro) é um mel floral produzido por abelhas a partir da flora mediterrânica em regiões onde haja abundância de medronheiros (Arbutus unedo). Resulta num mel muito específico devido ao seu sabor amargo, que lembra o café, pois embora possa inicialmente parecer doce rapidamente revela a sua amargura e complexidade deixando um travo único. De cristalização rápida, apresenta coloração que vai do âmbar a castanho-escuro. Embora produzido em diversas regiões da bacia do Mediterrâneo, os principais produtores estão em Portugal (mel de medronheiro) e na Sardenha (miele di corbezzolo).

## Descrição
O mel de medronheiro tem uma cor âmbar quando líquido, enquanto se torna acastanhado a cor de avelã com tons de cinzentos e esverdeado quando cristalizado. A cristalização, um processo completamente natural que afeta quase todos os tipos de mel, ocorre rapidamente e com cristais muito finos. A textura fica macia e cremosa. O sabor é talvez a nota mais característica deste mel. Tanto o aroma quanto o cheiro são muito fortes, intensos e pungentes. No nariz lembra o cheiro de folhas de hera, borra de café, grãos de cacau, ruibarbo e genciana. No paladar, da mesma forma, retorna um sabor de folha de tabaco molhada e raízes amargas. O adjetivo mais usado para descrevê-lo, no entanto, é definitivamente "amargo". Esta peculiaridade torna-o verdadeiramente um mel de nicho e reservado aos apreciadores deste gosto particular.